# Uedand
uedand（うゑだんど）は、日本のロックバンド。1985年結成。

## 概要
1985年 EXPLODERのmack "u" burnことmack shyder uedaが元IVORY GATEのRinらと結成。植田BAND〜植DAND〜UEDAND〜uedandと数度表記が変わる。
1992年 ロック馬鹿一代シリーズと題し、ローリー寺西(すかんち)をフィーチャーし洋楽カヴァーシリーズを行う。元HEAVEN & HELLのsensible captain okahisa(後のokahisakazuhiro)加入。
1993年 shyder初のバンド外プロジェクト、Big Smileを小畑ポンプ(すかんち)、SEISHIRO(ex.STRAWBERRY FIELDS)と始動。ゲストにはISSAY(DER ZIBET)、森重樹一(ZIGGY)、グレート義太夫、川井健、ローリー寺西等を迎え盛況だったが翌年春に活動停止。
1994年 福山雅治の後釜としてshyderが百萬屯Docksに合流。メンバーは林田正樹-b,vo-＆梅本勝之進-ds,vo-(横道坊主)。shyderは翌年脱退。
1998年 コタニキンヤ等のサポートドラマーhassyがuedandに加入。
2000年 アルバム『cult-drive a go! go!』をリリース。ヤマダ電機顔篇CM音楽をshyder作曲、uedand演奏でオンエア。貴杉奈央シングル『Said to Myself』をshyder作曲、オケをuedand演奏でリリース。
2002年 hassy脱退の為、急遽、元GREEN MINDのマシータ(BEAT CRUSADERS)を迎えイベント開催。shyderが『ピーチジョン』秋号CMを作曲、演奏してオンエア。

KAIENTAI-DOJOの山縣優選手と松本だいすけ選手の入場曲にuedandが使われる。ミニアルバム『boot-EP』リリース。
2004年 国際テコンドー連盟 日本協会に楽曲を提供。
2005年よりshyderがしゃいだ番長として云うだけ番長を始動。
2007年 天然記念物的バンドを潰す訳にはいかないと犬神明(from犬神サーカス団)合流。rock opera『star from the star』を初演。以後、数回にわたり再演されている。近年、大人の事情で参加出来ていないokahisakazuhiroの代わりにitohkazuhiroがベースとして参加している。
2012年　更にshyderが鈴木正美(De-LAX)に担ぎ出され、下田武夫(Nuovo Immigrato)とともにジミ・ヘンドリックスカヴァーのSSSでライヴ。
2015年shyderがHIMAWARI(-ds-DUSTAR-3)、河村RANDY剛(-b-ex.HARLEM DEADS, ex.G.D.FLICKERS)、神田和幸(-g-ex.the MARCY BAND)とLa.mama Cocks始動。
2020年この頃から下田武男(Dr)が叩くことが多くなってくる
2023年３月に下田武男、shyder、CATHYの３人でShimoda,Cathy & Shyderを始動するが現在は活動を休止している

## メンバー
- mack shyder ueda：ボーカル、ギター(same as しゃいだ番長 of 云うだけ番長) 写真家 植田信
- itohkazuhiroベース(from QUEER)
- 下田武男：ドラムス(from Nuovo Immigrato)

## ディスコグラフィー

### アルバム
1. cut-drive a go! go! RTGR-0913（2000年09月13日）

### ミニアルバム
1. boot-EP RTGR-1117（2002年11月17日）

### DVD
- zoot clips 'n' boot gigs vol.1 RTGR-04219（2004年2月19日）
- zoot clips 'n' boot gigs vol.2 RTGR-41025（2004年10月25日）